# East London, Sydafrika
East London (afrikaans: Oos-Londen, xhosa: eMonti) är en stad i Östra Kapprovinsen i Sydafrika, och är belägen på ostkusten, mellan Buffalo- och Nahoonflodernas mynningar i Indiska oceanen. Staden är centralort i storstadskommunen Buffalo City Metropolitan Municipality. Centralorten hade cirka 270 000 invånare vid folkräkningen 2011. Inom kommunen, som 2011 hade cirka 750 000 invånare, finns några andra stora befolkningscentran, med bland annat Mdantsane strax nordväst om staden och King William's Town något längre västerut.
East London grundades av britterna 1847. Den är en hamnstad och ändstation för järnvägen från guldfälten i Fristatsprovinsen, samt har en flygplats. Turismen är betydande, bland annat på grund av fina stränder med goda möjligheter till surfning. Allsidig industri med bland annat maskin- och textilindustri samt kemisk industri. Här förädlas även fisk.
I East London ligger racerbanan East London Circuit, som arrangerade Formel 1-tävlingar på 1960-talet.